# I-177
I-177 – japoński okręt podwodny typu  KD7 służący w cesarskiej marynarce wojennej podczas II wojny światowej. I-177 został oddany do służby 28 grudnia 1942 roku i zatopiony przez USS „Samuel S. Miles” (DE-183) 3 października 1944 wraz z całą, 101-osobową załogą. 
Z wielką dozą prawdopodobieństwa ten właśnie okręt (dowódca Hajime Nakagawa) zatopił 14 maja 1943 roku u wschodnich wybrzeży Australii australijski statek szpitalny AHS Centaur, co zostało uznane za zbrodnię wojenną.

## Przebieg służby
1942
- 28 grudnia: I-177 oddany do służby przez stocznię Kawasaki Zōsen w Kobe i zarejestrowany w Okręgu MW w Sasebo, z przeznaczeniem do eskadry w Kure. Dowódca kpt. Nakagawa Hajime (poprzednio d-ca I-4)

1943
- 25 lutego: Przeniesiony do 2 Eskadry 22 Flotylli dowodzonej przez kadm. Daigo Tadashigę
- 15 marca: Przeniesiony do 3 Eskadry (pozostałe okręty to I-178 i I-180)
- 30 marca: Razem z I-178 opuścił Kure w drodze do bazy na wyspie Truk
- 7 kwietnia: Przybył na Truk
- 10 kwietnia: Wyszedł z Truk (wraz z I-178 i I-180) w swój pierwszy patrol bojowy u wschodnich wybrzeży Australii
- 26 kwietnia: 20 Mm SE od Przylądka Byron w pobliżu Brisbane zatopił 8724-tonowy brytyjski frachtowiec „Limerick” (pozycja 28°54'S, 153°54'E). „Limerick” szedł w konwoju; okręty eskortowe rzuciły dwie bomby głębinowe, jednak nie wyrządziły I-177 żadnych szkód
- 14 maja: 24 Mm ENE od wyspy North Stradbroke storpedował australijski statek szpitalny „Centaur” płynący z Sydney do Port Moresby z 332 osobami nna pokładzie. „Centaur” zatonął w ciągu zaledwie trzech minut i spoczął na głębokości 550 metrów na pozycji 27°17'S, 154°05'E. I-177 znajdował się na powierzchni, ale kpt. Nakagawa nie podjął żadnej akcji wobec rozbitków
- 23 maja: Powrót na Truk
- 14 czerwca: Opuścił Truk na drugi patrol u wschodnich wybrzeży Australii. Po przybyciu do wyznaczonego rejonu otrzymał rozkaz natychmiastowego przejścia w rejon pomiędzy Nową Georgią i Santa Isabel i zaatakowania nieprzyjacielskiej floty desantowej w okolicach wyspy Rendova. Akcja nie przyniosła sukcesu
- 20 lipca: 3 Eskadra została wcielona do Floty Południowo-Wschodniej
- 24 lipca: Przybycie do Rabaulu
- 9 sierpnia: I-177 przybył do Lae na Nowej Gwinei z pierwszą misją zaopatrzeniową
- 24 sierpnia: Drugi raz z zaopatrzeniem w Lae
- 30 sierpnia: Kpt. Nakagawę zastąpił nowy dowódca I-177 kmdr por. Orita Zenji. Nakagawa objął dowodzenie I-37
- 1 września: Wyjście z Rabaulu z trzecią misją zaopatrzeniową dla Lae
- 3 września: Przybył do Lae, wyładował zaopatrzenie i odpłynął; następnego dnia siły alianckie wylądowały pod Lae
- 5 września: Powrót do Rabaulu
- 10 września: Wyjście z Rabaulu z czwartą misją zaopatrzeniową dla Lae
- 13 września: Orita odebrał rozkaz nakazujący I-177 zaatakowanie nieprzyjacielskiej armady desantowej pod Finschhafen, ale po przybyciu w wyznaczony rejon nie spotkał nieprzyjaciela i zawrócił do Lae
- 14 września: Przybycie i wyładowanie zaopatrzenia w atakowanym przez aliantów Lae. Tego wieczoru, gdy I-177 płynął na powierzchni, nasłuch złowił szum śrub trzech lub czterech amerykańskich niszczycieli w odległości kilku tysięcy metrów. Orita zanurzył I-177 na testową głębokość 80 m i oczekiwał ataku z użyciem bomb głębinowych, ale nic takiego nie nastąpiło; Orita przypuszczał, że uniknął ataku bo wprawdzie radary niszczycieli z pewnością namierzyły I-177, ale ich sonary nie mogły znaleźć okrętu podwodnego z powodu zanurzenia poniżej termokliny
- 15 września: Po rozwiązaniu 3 Eskadry 12 Flotylla została włączona w skład 6 Floty
- 17 września: Powrót do Rabaulu
- 21 września: W drodze z Rabaulu do Finschhafen z pierwszą misją zaopatrzeniową; następnego dnia I-177 otrzymał rozkaz zaatakowania nieprzyjacielskiej armady pod Finschhafen, w związku z czym cały ładunek przewożony na pokładzie wrzucono do morza
- 23 września: Załoga rozpoznała miejsce desantu, ale nie mogła zaatakować żadnej jednostki; po północy I-177 wszedł do Finschhafen i rozładował resztę zaopatrzenia między falami nalotów
- 25 września: I-177 raz jeszcze podszedł pod rejon nieprzyjacielskiego desantu, ale i tym razem nie zaatakował żadnej jednostki nieprzyjaciela
- 26 września: Powrót do Rabaulu
- 2 października: Pierwsza misja zaopatrzeniowa do Sio
- 10 października: Druga wyprawa do Sio i powrót do Rabaulu
- 12 października: Aliancki nalot na Rabaul: V Armia Powietrzna gen. George’a Kenneya przeprowadziła największy, jak do tamtej pory, nalot: 349 samolotów, w tym 87 bombowców ciężkich B-17 i B-24, 114 bombowców lekkich B-25, 12 Beaufighterów RAAFu i 125 myśliwców P-38 z Nowej Gwinei i Australii zbombardowało i ostrzelało z lotu koszącego lotniska w Rabaulu i Zatokę Simpsona. I-36, I-38, I-176, I-177, RO-105 i RO-108 skryły się głęboko pod wodą i tylko I-180, stojący przy pirsie w trakcie napraw, został trafiony bombą, lecz nie zatonął
- 21 października: Przybycie do Sio z trzecią misją zaopatrzeniową
- 28 października: Przybycie do Sio z czwartą misją zaopatrzeniową
- 4 listopada: Przybycie do Sio z piątą misją zaopatrzeniową
- 11 listopada: Przybycie do Sio z szóstą misją zaopatrzeniową
- 22 listopada: Przybycie do Sio z siódmą misją zaopatrzeniową
- 24–25 listopada: bitwa koło Przylądka Św. Jerzego: 50 Mm E od Przylądka Św. Jerzego (Nowa Brytania) dywizjon niszczycieli amerykańskich kmdra Arleigha Burke’a zatopił dwa i ciężko uszkodził trzeci niszczyciel japoński. Amerykanie nie ponieśli w tym starciu strat. W nocy I-177 przybył z Rabaulu i uratował 279 rozbitków (I-181 uratował jeszcze 11)
- 26 listopada: I-177 był atakowany przez średni bombowiec patrolowy Lockheed Hudson
- 5 grudnia: Przybycie do Sio z ósmą misją zaopatrzeniową
- 14 grudnia: Przybycie do Sio z dziewiątą misją zaopatrzeniową
- 17 grudnia: Przybycie do Sio z dziesiątą misją zaopatrzeniową
- 18–20 grudnia: Patrolowanie S od Zatoki Marcusa (Nowa Brytania)
- 25 grudnia: Przybycie do Sio z jedenastą misją zaopatrzeniową; w drodze powrotnej Orita zauważył NW od Buna kilka jednostek desantowych nieprzyjaciela płynących na południe
- 30 grudnia: Przybycie do Garove

1944
- 8 stycznia: O zachodzie I-177 przybył z dwunastą misją zaopatrzeniową do Sio i nawiązał kontakt z siłami lądowymi; barka typu Daihatsu wyszła w morze i załoga I-177 rozpoczęła rozładunek. Od brzegu odbiła także łódź z gen. Adachi Hatazo, dowódcą 18 Armii, kontradm. Kudo Kyuhachi i dziesięcioma oficerami ich sztabów. Zamierzali oni wydostać się, na pokładzie okrętu podwodnego, z odciętego Sio. W tym momencie jeden z wachtowych I-177 zauważył amerykańskie kutry typu PT. Łódź gen. Adachi zawróciła w połowie drogi uciekając do brzegu. PT-146, patrolujący wybrzeża Nowej Gwinei złapał kontakt radarowy z odległości około 5000 metrów; PT-134 zbliżył się do podanego miejsca i dostrzegł wynurzony okręt podwodny, ale ten natychmiast zanurzył się i kontakt został utracony. Nieco później kutry ponownie złapały kontakt akustyczny o milę dalej. Z odległości 200 metrów dostrzeżono peryskop I-177. Każdy z kutrów rzucił dwie bomby głębinowe, ale bez rezultatów.
- 9 stycznia: Sio. Tej nocy I-177 wrócił zanurzony, ale znów dostrzegł przez peryskop znajdujące się w pobliżu kutry. Orita wysunął swą antenę radiową i powiadomił Sio, że wróci po pasażerów następnej nocy i prosił o pomoc w pozbyciu się nacierających kutrów.
- 10 stycznia: Sio. I-177 wrócił w nocy i wynurzył się, ale wkrótce pojawiły się PT-320 i PT-323. I-177 wraz z barkami typu Sokotei (opancerzone i uzbrojone w działa czołgowe) wdały się w wymianę ognia z kutrami PT i zmusiły je do wycofania się. I-177 wziął więc na pokład gen. Adachi, kontradm. Kudo wraz z ich sztabowcami i odpłynął bez szwanku
- 11 stycznia: Madang, Nowa Gwinea. Koło południa I-177 wysadził przewożonych oficerów i odpłynął do Rabaulu
- 15 stycznia: I-177 przybył do Rabaulu, ale kilka dni wcześniej IJN postanowiło zrezygnować z tego miasta jako bazy okrętów podwodnych. W tej sytuacji I-177 odpłynął na Truk
- 18 stycznia: Przybycie na Truk
- 20 stycznia: Wyjście z Truk do Sasebo, gdzie okręt dotarł 27 stycznia
- 23 lutego: Kmdr por. Watanabe przejął dowodzenie od Ority
- 25 lutego: Przeniesienie do Floty Północno-Wschodniej
- 22 marca: Wyjście z Sasebo
- 25 marca: Przybycie do Ominato
- 11 kwietnia: Wyjście z Ominato na patrol u wybrzeży Aleutów
- 27 maja: Powrót do Ominato
- 8 czerwca: Wyjście z Ominato na patrol na wschód od Kuryli
- 22 czerwca: Powrót do Ominato
- 25 czerwca: Po opuszczeniu Ominato wejście do bazy Yokosuka
- 10 sierpnia: 22 Flotylla została rozwiązana, a I-177 został włączony do 34 Flotylli Okrętów Podwodnych
- 15 września: Rozpoczęła się amerykańska operacja Stalemate II – inwazja archipelagu Palau: 3 Flota admirała Williama Halseya wysadziła I Dywizję Marines na Peleliu i 81 Dywizję US Army na Anguar
- 19 września: I-177 opuścił Kure z komandorem Matsumura Kanji na pokładzie; okręt miał patrolować wody pomiędzy Palau a Mindanao na Filipinach
- 24 września: Okręt przybył do wyznaczonego sektora w pobliżu archipelagu Palau, ale został skierowany do akcji rozpoznawczej w okolicach atolu Ulithi
- 1 października: Archipelag Palau: I-177 powrócił z rekonesansu. Wieczorem pilot łodzi latającej PBM-3D Martin Mariner odkrył na radarze echo okrętu podwodnego. Gdy nadleciał nad cel okręt podwodny zdołał wykonać zanurzenie alarmowe, ale kontakt został utrzymany. PBM zrzucił torpedę akustyczną Mk. 24 „Fido”, która spowodowała ciężkie uszkodzenie I-177. Następnie PBM przekazała namiary jednostkom nawodnym
- 3 października: O godzinie 3.11 radar „USS Hoggatt Bay” (CVE-75) złapał kontakt z odległości 20 kilometrów. Dla sprawdzenia informacji wysłano niszczyciel „USS Samuel S. Miles” (DE-183); o 4.40 oficerowie „Milesa” dostrzegli wynurzony okręt podwodny. Niszczyciel ruszył do ataku, a I-177 wykonał zanurzenie alarmowe, jednak „Miles” utrzymał kontakt na sonarze i zaatakował salwą granatów głębinowych hedgehog. Po drugiej salwie I-177 zatonął z całą, liczącą 101 ludzi załogą na pozycji 07°48'N, 133°28'E, zaledwie 12 Mm od miejsca pierwszego ataku PBM.
- 4 października: I-177 nie odpowiedział na radiowe wezwanie do powrotu po zakończeniu rekonesansu na Ulithi
- 18 listopada: Uznany za stracony wraz z całą załogą; komandor Matsumura został pośmiertnie awansowany o dwa stopnie na wiceadmirała, a kmdr por. Watanabe na komandora

1945
- 1 marca: I-177 został skreślony z listy okrętów IJN.